# Lalla Romano
Pour les articles homonymes, voir Romano.
Œuvres principales
Maria (1953), Diario di Grecia (1960)
Graziella Romano (connue sous son diminutif  Lalla Romano) est une écrivaine, journaliste et poétesse italienne née le 11 novembre 1906 à Demonte, province de Coni, dans le Piémont et morte le 26 juin 2001 à Milan). 

## Biographie
Dans son récit autobiographique Una giovinezza inventata (1979), elle évoque avec tendresse et admiration la vie de son grand-oncle, le mathématicien Giuseppe Peano.
Née en 1906 à Demonte dans le Piémont,,, Graziano Romano fait des études supérieures de lettres à l'université de Turin. Mariée en 1932, elle enseigne dans le secondaire à partir de 1929, à Coni, à Turin puis à Milan jusqu'en 1959. C’est là que Lalla Romano fréquente  Anna Banti, Natalia Ginzburg et Elsa Morante,. A Coni, elle s'engage dans la résistance au fascisme.
Sa première publication est un recueil de poésie, Fiore, en 1941. Elle publie son premier récit en prose en 1951, Le metamorfosi. Elle a 45 ans. En 1987, après la mort de son mari et la publication de Nei mari estremi, elle croît avoir terminé d'écrire, et puis  elle rencontre un photographe, Antonio Ria, qui devient son nouveau compagnon. Et elle reprend ses créations. Ses œuvres ont souvent un caractère autobiographique, avec un style dépouillé qui peut surprendre par rapport à la violence des sentiments qu'elle exprime.
Romano est lauréate du prix Strega en 1969 pour un livre consacré à son fils, Le parole tra noi leggere [que l'on peut traduire en Ces mots doux entre nous].

## Œuvres principales

### Romans
(En Italie, toutes les œuvres de Lalla Romano ont été publiées à Turin, sauf mention contraire.)
- Le metamorfosi, 1951 ;
- Maria, 1953 ;  Prix Veillon 1954
- Tetto murato, 1957 ;
- Diario di Grecia, Padoue, 1960 ;
- L'uomo che parlava solo, 1961 ;
- La penombra che abbiamo attraversato, 1964 ;
- Le parole tra noi leggere, 1969 ;
- L'ospite, 1973 ;
- Una giovinezza inventata, 1979 ;
- Inseparabile, 1981 ;
- Nei mari estremi, 1987 ;
- Un sogno del Nord, 1989.

### Poésies
- Fiore, 1941 ;
- L'autunno, Milan, 1955 ;
- Giovane è il tempo, 1974.

### Œuvres rassemblées
- Opere complete, romanzi e racconti, Milan, 1993.